# Keri-Anne Payne
Pour les articles homonymes, voir Payne.
Keri-Anne Payne, née le 9 décembre 1987 à Johannesburg (Afrique du Sud), est une nageuse britannique spécialisée dans les épreuves de nage en eau libre.

## Carrière
En 2008, en plus de participer aux épreuves en bassin, elle remporte la médaille d'argent du 10 kilomètres en eau libre aux Jeux olympiques de Pékin derrière la dominatrice de la discipline Larisa Ilchenko. En 2012, elle finit quatrième de la même épreuve lors des Jeux olympiques de Londres. Elle a obtenu deux titres mondiaux en eau libre durant sa carrière en 2009 et 2011.

## Vie personnelle
Elle a rencontré un autre nageur compatriote David Carry avec lequel elle s'est mariée durant l'année 2012.

## Palmarès

### Jeux olympiques
- Jeux olympiques d'été de 2008 à Pékin (Chine)
  -  Médaille d'argent du 10 km en eau libre

### Championnats du monde
- Championnats du monde 2009 à Rome (Italie) :
  -  Médaille d'or du 10 km en eau libre
- Championnats du monde 2011 à Shanghai (Chine) :
  -  Médaille d'or du 10 km en eau libre

### Championnats d'Europe
- Championnats d'Europe en petit bassin 2004 à Vienne (Autriche) :
  -  Médaille d'or au 400 m nage libre.

### Jeux du Commonwealth
- Jeux du Commonwealth 2010 à Delhi (Inde) : 
  -  Médaille de bronze au 400 m nage libre.